# Ракетне пальне
Ракетне пальне — речовина, яку використовують у ракетних двигунах різних конструкцій для отримання тяги й розгону ракети.

## Визначення
Ракетне пальне — речовина для живлення ракетного двигуна, який шляхом створення ним тяги, змушує ракету-носій до реактивного руху в заданому напрямку з пришвидшення. З розвитком ракетної техніки йде розвій нових видів ракетних двигунів, наприклад ядерний ракетний двигун, або іонний тощо. Ракетне пальне може бути хімічним (рідинним і твердим), ядерним, термоядерним і з використанням антиречовини.
Рідке ракетне пальне поділяється на окисник і пальне. Воно знаходиться в ракеті в рідкому стані в різних баках. Змішування відбувається в камері згоряння, зазвичай за допомогою форсунок. Тиск створюється завдяки роботі турбонасосних або витиснювальних систем. Також складники пального використовуються для охолодження сопла ракетного двигуна.
Тверде ракетне паливо теж складається з окисника і пального, але вони є в суміші твердих речовин.

## Групи
Ракетне пальне у досить умовній мірі може бути розподілене на різні групи; як основні групи зазвичай розглядаються такі:
- Електрореактивні: електроенергія і робочі тіла.
- Ядерні: ядерний розпад, синтез, розпад ізотопів.
- Хімічні: хімічні реакції, реакції рекомбінації вільних радикалів.
- Антиречовина: анігіляція і робочі тіла.
- Фізичні: потенційна енергія стислих газів.

## Типи
Хімічні ракетні палива
- Тверді:
  - Нітроцелюлоза
  - Нітрогліцерин і важколетючі розчинники
  - Чорний порох
  - Карамельне ракетне паливо
  - Сумішеве ракетне паливо
- Рідкі:
  - Нітрометан
  - Ізопропілнітрат
  - Перекис водню
  - Гідразин
  - Метали як горюче
  - Карбіди, нітриди, азиди та аміди металів
  - Гідриди металів
  - Складні гідриди
  - Металоорганічні з'єднання
  - Гідриди азоту
  - Органічні аміни
  - Спирти
  - Нафтопродукти
  - Вуглеводні
  - Органічні окиси
  - Розчини металів
  - Бороводні
  - Рідкий водень
  - Несиметричний диметилгідразин (НДМГ, Гептил)

Окисники для рідких видів палива
- Фтор
- Рідкий кисень
- Озон
- Фториди кисню
- Неорганічні фториди азоту
- Фториди галогенів
- Перхлорилфторид
- Окисиди азоту
- Азотнокислотні окисники
- Перекис водню
- Сполуки благородних газів
- Перекиси, надперекиси і озоніди
- Неорганічні нітрати
- Органічні нітросполуки та ефіри азотної кислоти (алкілнітрати)
- Хлорна кислота
- Перхлорати металів
- Перхлорати неметалів
- Азотний тетраоксид (АТ, Аміл)

- Гелеподібне.
- Гібридне.

Вільні радикали
- Робочі тіла для електрореактивних двигунів.

Ядерні палива
- Радіоізотопи.

## Тверде хімічне пальне
Не плутати з твердим паливом, яке спалюють у котлах для отримання тепла або електроенергії.
Технологією виготовлення твердого ракетного пального володіють лише декілька країн у світі, зокрема з 2018 року й Україна.
Наприклад, Південна Корея 2020 року заявила, що отримала згоду США на використання твердого пального для космічних ракет-носіїв, що, як очікується, дозволить Сеулу запустити свої перші супутники спостереження та придбати технологію для створення більш потужних ракет.
На початку лютого 2022 року повідомлялося, що Пентагон розробляє проєкт (щоб уникнути виявлення ракет противником), «спрямований на розробку твердого ракетного пального, яке показує знижені ІЧ сигнатури, але водночас зберігає придатне співвідношення тяги до маси».
Тверде ракетне пальне буває двох основних видів. «Композити» складаються переважно із суміші гранул твердого окиснювача, як-от нітрат амонію, динітрамід амонію, перхлорат амонію або нітрат калію в полімерному сполучному агенті, із пластівцями або порошками енергетичних паливних сполук (приклади: гексоген, октоген, алюміній, берилій). Також можуть бути додані пластифікатори, стабілізатори та/або модифікатори швидкості горіння (оксид заліза, оксид міді).
Одно-, дво- або потрійні основи (залежно від кількості основних складників) є гомогенними сумішами від одного до трьох основних складових. Ці первинні складові повинні містити пальне та окиснювач, а також часто вносять сполучні речовини та пластифікатори. Всі складники макроскопічно нерозрізнені та часто змішуються у вигляді рідин і тужавіють в одній партії. Складові можуть часто мати кілька призначень. Наприклад, гексоген є одночасно пальним та окиснювачем, а нітроцелюлоза є пальним, окиснювачем та конструкційним полімером.
Ще більше ускладнює категоризацію те, що існує безліч порохів, котрі містять складники двоосновних і складових порохів, які часто містять деяку кількість енергетичних добавок, що гомогенно змішані зі сполучним агентом. У разі пороху (пресованого композиту без полімерного сполучного), пальним є деревне вугілля, окиснювачем — нітрат калію, а сірка служить каталізатором реакції, а також витрачається на утворення різних продуктів реакції, як-от сульфід калію.
Новітні нітрамінові тверді ракетні палива на основі CL-20 (HNIW) можуть відповідати властивостям використовуваних рідких палив NTO / UDMH, але їх не можна наприклад, дроселювати (керувати ходом горіння) або перезапускати (зупинити/поновити горіння).

### Переваги
Твердопаливні ракети набагато простіше зберігати та використовувати, ніж рідинні ракети. Висока густина пального також сприяє невеликим розмірам. Ці особливості, а також простота та низька вартість, роблять ракети на твердому пальному незамінними для військових та космічних застосувань. Тверде пальне забезпечує більшу мобільність для ракет і скорочує час підготовки до запуску.
Їхня простота також робить твердопаливні ракети хорошим вибором, коли потрібна велика тяга, а вартість є перешкодою. З цієї причини космічний шатл (раніше) та багато інших орбітальних ракет-носіїв використовують твердопаливні ракети на своїх розгінних ступенях (твердопаливні прискорювачі).

### Вади
Ракети на твердому пальному мають нижчий питомий імпульс, показник ефективності палива, ніж ракети на рідкому пальному. Як наслідок, загальна продуктивність твердопаливних верхніх ступенів нижче, ніж у рідинних ступенів, навіть попри те, що співвідношення маси твердої речовини зазвичай перебуває у межах від 0,91 до 0,93, що є таким же або кращим, ніж у більшості верхніх ступенів на  рідкому пальному. Високі коефіцієнти маси, можливі з цими несегментованими твердими верхніми ступенями, є наслідком великої густини пального та дуже високого співвідношення міцності до ваги ниткоподібних кожухів двигуна.
Недоліком твердопаливних ракет є те, що їх не можна регулювати в режимі дійсного часу, хоча запрограмований графік тяги можна створити, керуючи внутрішньою геометрією пального (круглий внутрішній поздовжній отвір, зіркоподібний отвір, тощо). Твердопаливні ракети можуть мати вентиляцію для гасіння горіння або реверсивної тяги як засобу керування дальністю польоту або забезпечення розділення ступенів. Заливка великої кількості пального вимагає послідовності та повторюваності, щоб уникнути тріщин та порожнеч у готовому двигуні. Змішування та лиття відбуваються під контролем комп'ютера у вакуумі, а суміш пального розподіляється тонким шаром та сканується, щоби переконатися, що в двигун не потрапили великі бульбашки газу.
Твердопаливні ракети нетерпимі до тріщин і порожнин і вимагають подальшої перевірки, такої як рентгенівське сканування, для виявлення вад. Перебіг горіння залежить від площі поверхні пального. Порожнечі та тріщини є точковими збільшеннями площі поверхні горіння, котрі підвищують місцеву температуру, що водночас збільшує локальну швидкість горіння. Цей позитивний зворотний зв'язок може легко призвести до повного руйнування корпусу або сопла.

### Історія
Тверде ракетне пальне вперше було розроблено в 13 столітті під час правління китайської династії Сун. Китайці Сун вперше використали порох 1232 року в ході військової облоги Кайфена.
Протягом 1950-х і 60-х років дослідники в Сполучених Штатах розробили композиційне пальне на основі перхлорату амонію (APCP). Ця суміш, здебільшого, складається з 69-70% тонко подрібненого перхлорату амонію (окиснювача) у поєднанні з 16-20% дрібного алюмінієвого порошку (палива), утримуваного разом в основі 11-14% полібутадієнакрилонітрилу (PBAN) або з гідроксильними групами полібутадієну (полібутадієнове каучукове пальне). Суміш постає у вигляді загущеної рідини, а потім відливається в правильну форму та тужавіє на міцну, але гнучку міцну тверду речовину. Історично склалося, що кількість твердого пального APCP відносно невелика. Військові, однак, використовують широкий розбіг відмінних різновидів твердого палива, деякі з яких перевищують продуктивність APCP.
У 1970-х і 1980-х роках США повністю перейшли на твердопаливні МБР: LGM-30 Minuteman і LG-118A Peacekeeper (MX). У 1980-х і 1990-х роках СРСР, а згодом Російська Федерація, також розгорнули твердопаливні МБР (РТ-23, РТ-2ПМ і РТ-2УТТХ), але зберегли дві рідкопаливні МБР (Р-36 і УР-100Н). Цікаво, що винахідником радянського твердого пального для МБР ракет, був галичанин — випускник Львівського університету Зіновій Пак, який до того ж розробив задля цього екологічно чистий окисник (відомо, що твердопаливні прискорювачі шатлів США дуже забруднювали повітря).
Після початку РФ військових дій проти України 2014 року (із порушенням Будапештського меморандуму і низки інших міждержавних угод), українські фахівці спочатку опанували відновлення застарілих твердопаливних радянських ракет для ЗРК Бук-М1 й інших типів, а далі почати розробку власного твердого ракетного пального для виготовлення вітчизняного ракетного озброєння. 
Вже станом на 2018 рік, Науково-виробниче об’єднання «Павлоградський хімічний завод» вперше в Україні, розробило нове сумішеве тверде ракетне пальне з поліпшеними властивостями, отже завдяки новим порохам і деяким змінам у програмному забезпеченні ракети, їхня швидкість і дальність польоту може бути суттєво збільшена.